# SAfm
SAfm es una estación de radio pública nacional angloparlante en Sudáfrica. Ha sido operado por South African Broadcasting Corporation (SABC) desde su fundación en 1936.
SAfm fue la primera estación de radio de SABC y la primera estación de radio pública del país. De 1924 a 1936, el único servicio de radio en Sudáfrica era una estación privada llamada JB, que transmitía a las ciudades de Johannesburgo, Durban y, posteriormente, Ciudad del Cabo. Una ley del Parlamento en 1936 hizo oficial la conversión de JB en una emisora pública.
En sus inicios como servicio público de radio, la estación se denominó Programa "A". Cuando el SABC inició una estación de idioma afrikáans en 1937, las dos estaciones pasaron a llamarse Servicio Inglés y Servicio Afrikáans, respectivamente. En 1985 el servicio en inglés pasó a llamarse Radio South Africa. El nombre actual fue adoptado en 1995. El estudio de SAfm se encuentra ahora en SABC Radio Park, en Johannesburgo.
SAfm transmite las 24 horas del día. De 1995 a 2003, redujo gradualmente el alcance de su programación de un formato general de múltiples géneros a un formato de noticias y entrevistas. En 2006, la Autoridad de Comunicaciones Independientes de Sudáfrica exigió a SAfm que volviera a agregar programas de radio para niños y dramas, y estos están ahora entre las ofertas de la estación.